# Saint-Rémy-lès-Chevreuse
 Saint-Rémy-lès-Chevreuse  es una comuna y población de Francia, en la región de Isla de Francia, departamento de Yvelines, en el distrito de Rambouillet y cantón de Chevreuse.
No está integrada en ninguna Communauté de communes.

## Demografía
Su población en el censo de 1999 era de 7.651 habitantes. Forma parte de la aglomeración urbana de París.
| 1,443 | 2,215 | 3,082 | 3,488 | 4,807 | 5,221 | 5,589 | 7,651 |
| Para los censos de 1962 a 1999 la población legal corresponde a la población sin duplicidades (Fuente: INSEE [Consultar]) |       |       |       |       |       |       |       |